# Dendrolagus inustus
Dendrolagus inustus é uma espécie de marsupial da família Macropodidae. Endêmica da Nova Guiné.